# Дружненское сельское муниципальное образование
Дружненское сельское муниципальное образование — сельское поселение в Городовиковском районе Калмыкии.
Административный центр — село Весёлое.

## География
СМО расположено в северной части Городовиковского района на северных склонах Ставропольской возвышенности, полого спускающихся к Кумо-Манычской впадине. Территория СМО дренируется речкой Хагин-Сала и водотоком в балке Джальдже.
Граничит на юге с Виноградненским СМО, на западе и севере — с Ростовской областью, на востоке — с Яшалтинским районом (Яшалтинское, Ульяновское и Эсто-Алтайское СМО).

## Население
| 2002 | 2010 | 2011 | 2012 | 2013 | 2014 | 2015 |
| ---- | ---- | ---- | ---- | ---- | ---- | ---- |
| 985  | ↘840 | ↗841 | ↘824 | ↘804 | ↘781 | ↘767 |
| 2016 | 2017 | 2018 | 2019 | 2020 | 2021 |      |
| ↘752 | ↘729 | ↘709 | ↘690 | ↘662 | ↘493 |      |

### Национальный состав
По данным Всероссийской переписи населения 2010 года:
| Национальность | Численность (чел.) | Процентное соотношение |
| -------------- | ------------------ | ---------------------- |
| Русские        | 415                | 49,40%                 |
| Калмыки        | 292                | 34,76%                 |
| Немцы          | 43                 | 5,11%                  |
| Украинцы       | 29                 | 3,45%                  |
| Чеченцы        | 20                 | 2,38%                  |
| Поляки         | 12                 | 1,43%                  |
| Другие         | 29                 | 3,45%                  |
| Всего          | 840                | 100,00%                |

## Состав сельского поселения
| № | Населённый пункт | Тип населённого пункта       | Население |
| - | ---------------- | ---------------------------- | --------- |
| 1 | Весёлое          | село, административный центр | ↘687      |
| 2 | Дружное          | село                         | →93       |